# Чернослободской сельсовет (Вологодская область)
Чернослободской сельсовет — упразднённая административно-территориальная единица 4-го уровня (сельсовет) Вытегорского района Вологодской области. Образована в 1919 году в Чернослободской волости Вытегорского уезда Олонецкой губернии. Упразднена в 1984 году.

## Название
Образован в 1919 году как Чернослободской сельский Совет рабочих, крестьянских и красноармейских депутатов.

## История
Образован 30.01.1919 года.
До 1922 г. входил в состав Чернослободской волости Вытегорского уезда Олонецкой губернии, с 1922 по 1924 годы — Петроградской губернии, с 1924 года — Ленинградской губернии; с 01.08.1927 по 23.07.1930- Ковжинского района Лодейнопольского округа Ленинградской области; с 23.07.1930 по 23.09.1937 — Ковжинского района Ленинградской области; с 23.09.1937 — Вологодской области; с 14.08.1959 г. — Вашкинского района Вологодской области, с 11.02.1962 года- Вытегорского района Вологодской области.
На основании Указа Президиума Верховного Совета РСФСР от 18.06.1954 г. Вологодский облисполком объединил Чернослободской и Низовский сельсоветы в один — Чернослободской сельсовет.
В 1984 году Чернослободской и Кемский сельсоветы объединены в один — Кемский сельсовет с центром в дер. Прокшино (Решение облисполкома № 381 от 24.09.1984).

## Состав
Согласно административно-территориальному деление Вологодской области на 1940 год в Чернослободский сельсовет Ковжинского района входили 12 населённых пункта:
| Тип населённого пункта | Название населённого пункта |
| ---------------------- | --------------------------- |
| деревня                | Брянское                    |
| деревня                | Гора Игнатова               |
| село                   | Игнатово                    |
| деревня                | Кабицева                    |
| деревня                | Кузнецово                   |
| деревня                | Лидовка                     |
| деревня                | Миронова                    |
| кордон                 | Ольховец                    |
| деревня                | Прокшино                    |
| деревня                | Прячево                     |
| кордон                 | Ронда Гора                  |
| деревня                | Татариха                    |